# 陳添保
陳添保（？—？），清朝乾隆至嘉慶年間活躍於南中國海的海盜，曾經被越南西山朝封為總兵、保德侯。
陳添保原本是中國廣東省廉州（今廣西壯族自治區合浦縣）的漁民。1780年10月，陳添保夫婦及兩個兒子在海上打漁的時候遭遇大風，被漂到北河（今越南北部）沿岸。因船毀，只得居住於昇龍（今河內市），以捕魚和販賣小商品為生。
1783年，陳添保一家被西山軍抓去充軍，西山軍任命他為總兵。1785年，陳添保與他原來漁船的舵手梁貴興一起，參與西山軍將鄭主軍隊從富春（今順化）驅逐的戰鬥。此後又參加了阮惠攻滅鄭主的戰爭。
1788年，清朝入侵越南，陳添保被阮惠封為保德侯，負責防備清軍從海路入侵，其麾下共有六艘戰船和200名士兵。陳添保招募梁文庚、樊文才為自己的部下，阮惠任命梁文庚為千總、樊文才為指揮。不久，清軍攻入昇龍，阮惠稱帝並親自北上救援。阮惠又給予了陳添保十艘船隻，令他招募更多的海盜為西山朝效力。著名海盜首領鄭七、莫觀扶在這個時候投奔了陳添保。自此，擁有了一百餘艘船隻。自1792年起，每年西山朝朝廷都會出資贊助陳添保，讓陳添保麾下的四名總兵梁文庚、樊文才、鄭七、莫觀扶騷擾中國沿岸的廣東、福建、浙江等地。為了對抗南方日漸強大的舊阮，歸仁朝廷的阮岳在陳添保的資助下組建了一隻龐大的艦隊。不過尚未出發的時候就遭到舊阮的偷襲，這隻艦隊幾乎全軍覆沒。
1794年，陳添保招募吳川縣的海盜唐德為部將。翌年陳添保被封為都督。1797年起，陳添保率其部眾，開始正式參與西山朝對舊阮的戰爭。陳添保奉西山朝皇帝阮光纘之命，派海盜自富春（今順化）出發，騷擾沿途遇到的舊阮軍隊。而就在這年的4月25日，舊阮君主阮福映率水軍親征歸仁，但途中臨時改變策略，駛向了沱㶞港（今峴港）並在那裡停留。6月，西山朝都督阮文伍的海盜船發現了舊阮將領武少生率領的水軍，並對其發起攻擊。武少生奮力擊退了這股海盜，俘虜了三十艘船。雖然如此，但陳添保的攻擊仍然成功破壞了阮福映攻取歸仁的計劃。
同年，陳添保因功被任命為「統善艚道各支大都督」，成為西山朝認定的華南海盜總頭領，獲賜短劍一把。在西山朝的幫助下，陳添保轄下的華南海盜成為了一隻系統化的海軍，其下屬的每個幫派的首領都獲得了「烏艚總兵」的官職。他還積極吸納林爽文之亂後流亡海上的殘兵，使其勢力進一步壯大。
1797年，陳添保親率海盜襲擊舊阮轄下的平康、延慶、邊和等沿岸地區，甚至包圍港口對官軍發起進攻。但是次年由於舊阮軍隊的圍剿，被迫撤離了這些地區。
1799年，阮福映再征歸仁，陳添保派樊文才前去支援，但遭舊阮將領宋福樑的擊敗，歸仁失守。翌年，西山朝派陳光耀、武文勇包圍歸仁城，欲將其收復。陳添保也派海盜船一百餘艘前去幫助，並伺機劫奪舊阮的糧草，但這一圖謀被舊阮將領阮文張粉碎了。
1801年2月21日，阮福映率大軍攻打西山朝首都富春，華南海盜也參戰。最終西山朝方面慘敗，富春失守。華南海盜眾多船隻被毀，莫觀扶、樊文才、梁文庚也被俘。西山朝皇帝阮光纘逃往昇龍，華南海盜勢力在遭到沉重打擊之後，紛紛離開了越南。另一名海盜首領鄭七也心灰意冷，率其部眾離開了越南，回到廣東。陳添保竭力勸說之下，鄭七最終決定回到越南，向西山朝宣誓效忠。
不久陳添保便認為西山朝敗局已定，率其家屬及部眾三十餘人投奔清朝，並將自己的西山朝官印上繳清廷。嘉慶帝認為他是被阮惠脅迫當上海盜的，因此予以赦免，將其及家屬安置到離海洋較遠的南雄府（今廣東省南雄市）居住。

## 家族
- 養子：陳觀興（原名張觀興）
- 養子：陳觀祥

## 腳註
1. ↑  陳添保在西方史料中以「Ch'en T'ien-pao」的名字登場。
2. 1 2 3 4 5 6  《華南海盜 一七九〇—一八一〇》，第37~50頁
3. ↑  《華南海盜 一七九〇—一八一〇》，第53頁
4. ↑  《清實錄·仁宗實錄·卷八九》：（嘉慶六年十月辛酉）「諭軍機大臣等：吉慶等奏夷洋盜匪陳添保，攜眷投誠，應否免罪等語。向來海洋盜匪，遇有夥眾投出者，往往賞給頂戴。陳添保係著名巨盜，曾受安南偽封，情罪尤重，今悔罪投出，自未便仍予頂戴。即照該督所請，將陳添保及伊子家屬安插南雄府交營縣管束，並明白諭知以伊受安南偽封罪應淩遲，姑念自行投出囿其一死，務須知恩知懼安靜守法勉為良民，若再有生事之處，必當嚴辦不貸。」
5. ↑  《清實錄·仁宗實錄·卷九O》：（嘉慶六年十一月丁亥）「諭軍機大臣等吉慶等奏，洋盜陳添保攜眷內投，並將繳出安南印敕進呈。據摺內稱陳添保因捕魚遭風，  於乾隆四十八年，經阮光平擄去，封為總兵等語。可見積年洋盜滋擾，皆由安南窩留所致，即阮光平在日，已將內地民人擄去加封偽號縱令在洋劫掠。阮光平身受皇考重恩如此喪心蔑理，實非人類。今閱該國偽詔內，有視天下為一家，四海如一人之語，尤屬夜郎自大，若論其種種狂悖，本應聲罪致討，惟該國現與農耐搆兵，轉不值乘其危急加以撻伐揆諸天理。該國滅亡亦在旦夕，更無庸以文誥化誨，亦毋庸給予照會，所有敕印等件現令銷毀，該督等惟當嚴飭將弁巡緝各洋，遇有安南盜匪竄入，立即拏（拿）獲懲辦。其投出之陳添保並家屬夥盜等，即照該督所請，于海洋較遠之南雄府地方，分別妥為安插，仍不時嚴密稽查毋令出洋滋事。將此諭令知之。」